# Estação Xianhemen
A estação Xianhemen (chinês tradicional: 仙鶴門站, chinês simplificado: 仙鹤门站, pinyin: Xiānhèmén Zhàn) é uma estação da linha 2 do metrô de Nanquim. A estação iniciou as operações em 28 de maio de 2010, juntamente com o resto da linha 2.